# Janusz Kieszczyński

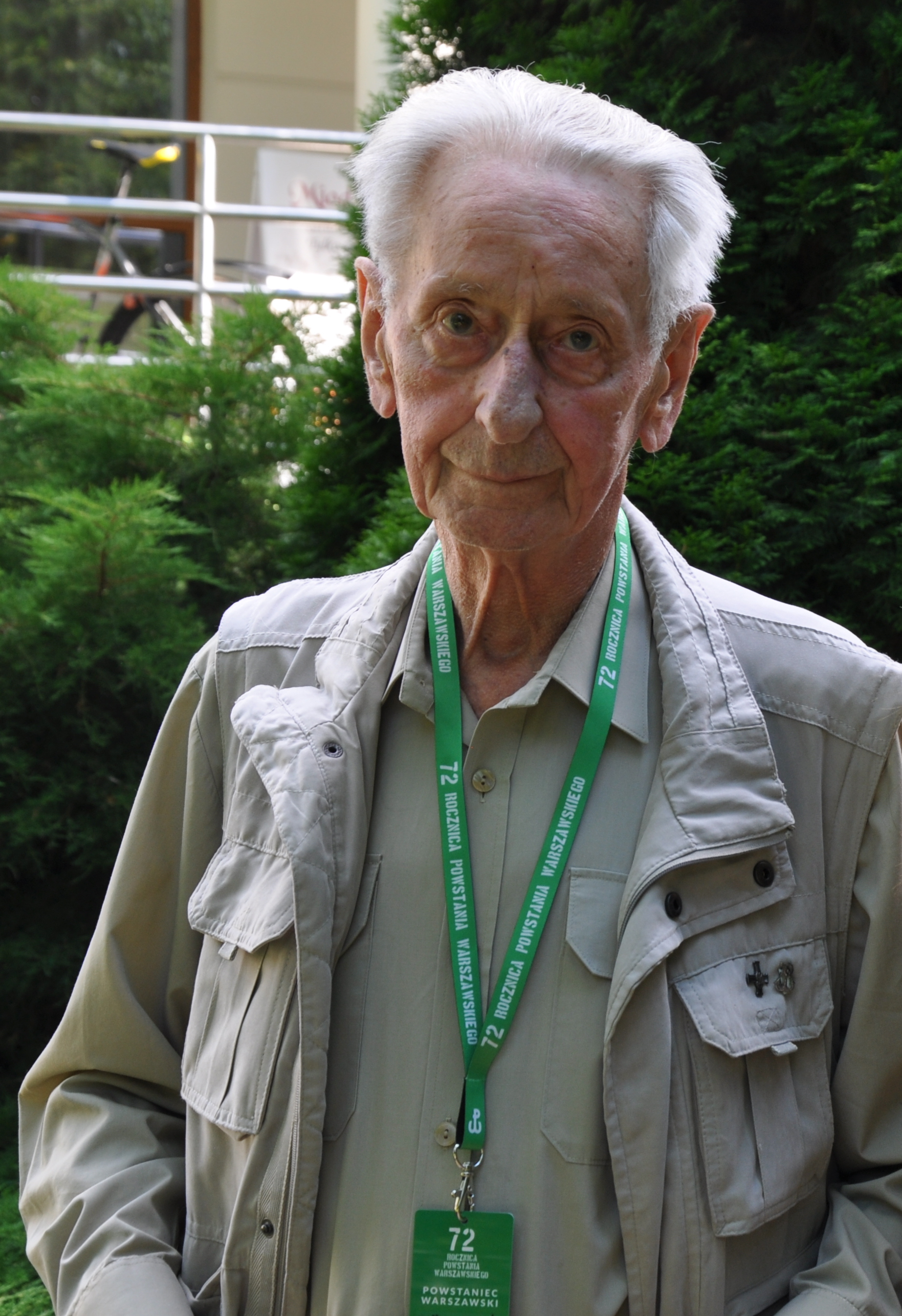

Janusz Kieszczyński ps. „Kajtek”, „Kuśtyk” (ur. 12 maja 1933 w Orłowie, zm. 3 kwietnia 2018 w Paryżu) – powstaniec warszawski.
Po śmierci ojca i pacyfikacji Zamojszczyzny od 1942 przebywał z matką w Warszawie. W czasie powstania warszawskiego był łącznikiem w zgrupowaniu Żubr. Po wojnie zaangażował się w młodzieżową działalność niepodległościową. W 1951 został zatrzymany przez UB, postawiono mu zarzut przynależności do nielegalnej organizacji (sprawa Klubu Wykolejeńców) oraz posiadania broni, odsiedział 3,5 roku w więzieniu.
W 2008 za działalność społeczną i kombatancką odznaczony Krzyżem Kawalerskim Orderu Zasługi RP.